# Tonna (gmina)
Tonna – miejscowość i gmina w Niemczech, w kraju związkowym Turyngia, w powiecie Gotha, siedziba wspólnoty administracyjnej Fahner Höhe.